# Vierkirchen (Oberbayern)
Vierkirchen este o comună aflată în districtul Dachau, landul Bavaria, Germania.